# Шотландський пиріг

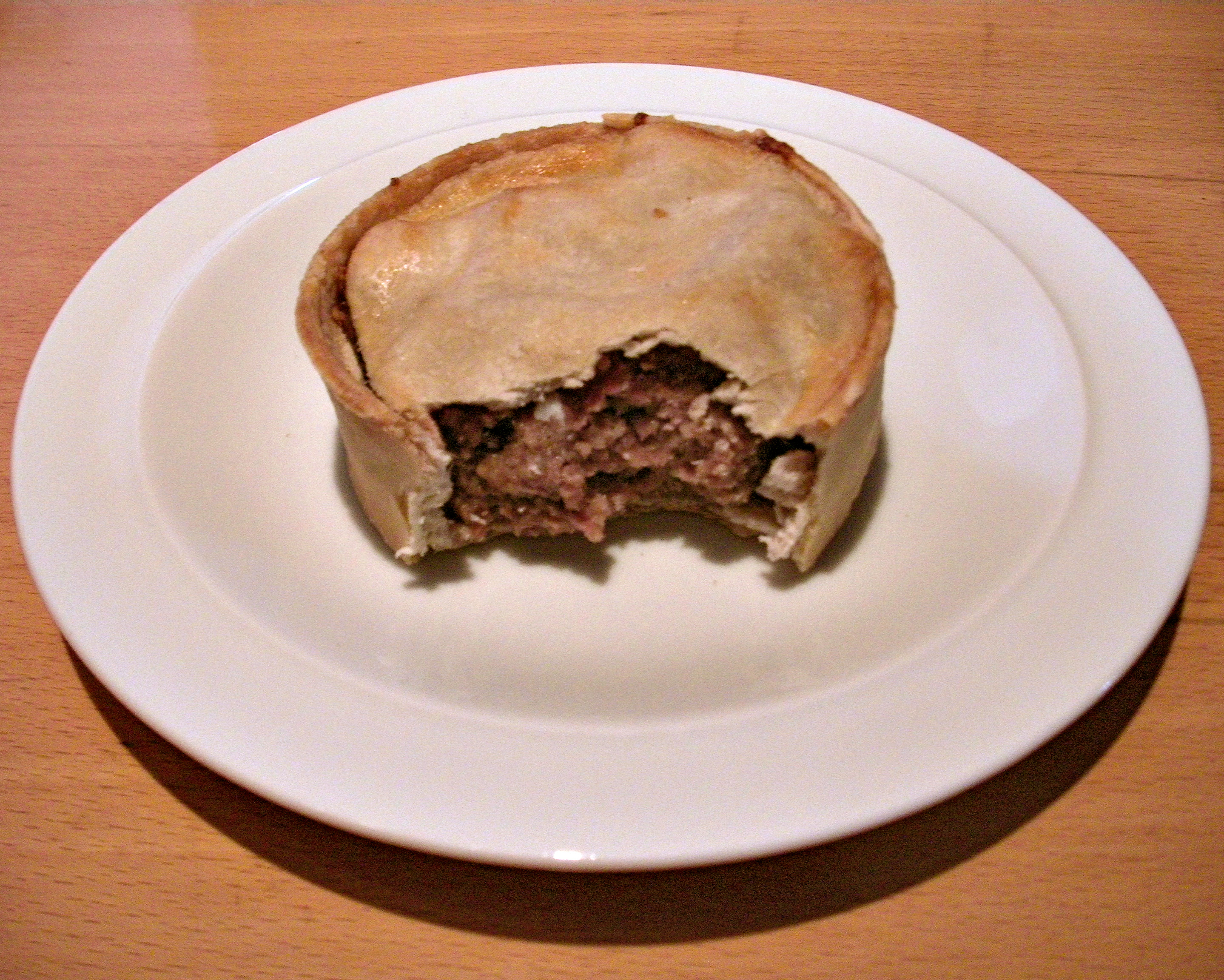
Той самий пиріг, частково з'їдений

Шотландський пиріг (англ. scotch pie) — це невеликий м'ясний пиріг із подвійним коржом, традиційно начинений баранячим фаршем (таким чином його також називають баранячим пирогом), але тепер переважно з яловичиною, іноді бараниною. Він також може бути відомий як пиріг мушля, щоб відрізнити його від інших різновидів солоних пирогів, таких як пиріг із стейком, пиріг із стейками та нирками, тощо.
Шотландський пиріг походить із Шотландії, але його можна знайти в інших частинах Сполученого Королівства та за кордоном. 
Пиріг часто продають разом з іншими видами гарячої їжі на футбольних майданчиках, традиційно супроводжуючи напоєм Bovril, що призводить до випадкових згадок про футбольні пироги.

## Інгредієнти
Традиційна начинка з баранини часто сильно приправлена перцем та іншими інгредієнтами та поміщається всередину оболонки з гарячого тіста. Випікається в круглій формі з прямими гранями приблизно 8 см в діаметрі і 4 см заввишки, а верхню «скоринку» (яка м'яка) кладуть близько 1 см нижче краю, щоб утворити простір для додавання таких гарнірів, як картопляне пюре, запечена квасоля, коричневий соус, поливка або яйце.
Шотландські пироги часто подають гарячими в ресторанах на винос і пекарнях, а також на заходах просто неба. Тверда скоринка пирога дозволяє їсти його руками, не загортаючи. Зазвичай у центрі верхньої скоринки є круглий отвір приблизно 7,5 мм.

## Конкурси
Щороку, починаючи з 1999 року, торгова асоціація Scottish Bakers проводить нагородження World Championship Scotch Pie Awards. Переможець у розділі шотландського пирога конкурсу вважається чемпіоном світу.